# Калінінська оборонна операція

Карта Калінінської оборонної операції

Калінінська оборонна операція — фронтова оборонна операція радянських військ правого крила Західного, а з 17 жовтня 1941 Калінінського фронту в ході битви за Москву в жовтні-грудні 1941 року. В результаті проведення німецькими військами операції «Тайфун», правий фланг (22-га, 29-та й 31-ша армії) Західного фронту (командувач — генерал армії Жуков Г. К.) відступили на рубіж озера Пено, східніше Нелідова, Сичовки, намагаючись утримати позиції та не допустити прориву ворога у напрямку Ржев, Калінін.

## Зміст

### Сили протиборчих сторін (на 10 жовтня 1941)

#### Німеччина
Група армій «Центр» (генерал-фельдмаршал Ф. фон Бок)
- 9-та армія (генерал-полковник А. Штраус)
  - 6-й армійський корпус (генерал інженерних військ О. Ферстер):
    - 110-та піхотна дивізія (генерал-лейтенант Е. Зайферт)
    - 26-та піхотна дивізія (генерал-лейтенант В. Вайс)

  - 27-й армійський корпус (генерал від інфантерії А. Вегер):
    - 86-та піхотна дивізія (генерал-лейтенант Й. Віттгефт)
    - 162-га піхотна дивізія (генерал-лейтенант Г. Франке)
    - 255-та піхотна дивізія (генерал від інфантерії В. Вецель)

  - 3-тя танкова група (генерал танкових військ Г. Райнгардт)
  - 41-й моторизований корпус (генерал танкових військ В.Модель)
    - 1-ша танкова дивізія (генерал-майор В. Крюгер)
    - 6-та піхотна дивізія (генерал від інфантерії Г. Аулеб)
    - 36-та моторизована дивізія (генерал-лейтенант Г. Гольник)

#### СРСР
Калінінський фронт (до 17 жовтня правий фланг Західного фронту):
- - 22-га армія (генерал-майор В. І. Вострухов)
  - 29-та армія (генерал-лейтенант І. І. Масленников)
  - 30-та армія (генерал-майор В. П. Хоменко)
  - 31-ша армія (генерал-майор В. О. Юшкевич)
  - Резерв фронту у складі: 183-ї стрілецької та 54-ї кавалерійської дивізій.

Крім 4-х армій до складу фронту увійшли 185-та, 246-та стрілецькі дивізії, 46-та кавалерійська дивізії, 46-й мотоциклетний полк, 8-ма і 21-ша танкові бригади Північно-Західного фронту.

### Прорив оборони німецькими військами
Калінінська оборонна операція розпочалася 10 жовтня 1941 з виходом нацистських військ в район Сичовка і поворотом 3-ї танкової групи на калінінський операційний напрямок із завданням з ходу захопити місто Калінін, обійти Москву з північного заходу, а також розгорнути наступ на північ у тил Північно-Західного фронту, а за сприятливих умов продовжити наступ в напрямку на Ярославль і Рибінськ.
Події розвивалися стрімко. 10 жовтня з району Сичовка, завдаючи головного удару у напрямку Ржев — Стариця — Калінін, в наступ перейшли 41-й моторизований (1-ша, 6-та танкові, 36-та моторизована дивізії) і 27-й армійський корпуси. Одночасно з району на північний захід від Дніпрово в наступ на Ржев перейшов 6-й армійський корпус і на Єльці з району Нелідово — 23-й армійський корпус. Калінінський напрям виявився слабо прикритим, війська 30-ї, 31-ї, 29-ї, 22-ї, 24-ї армій відходили з боями на північний схід. Важкі бої в районі міста Білий вели воїни 31-ї армії. П'ять діб стримували німців у районі Західної Двіни, прикриваючи відхід 22-ї і 29-ї армій.
Вранці 11 жовтня передові загони 41-го моторизованого корпусу зайняли Зубцов, о 20.00 того ж числа Погореле Городище, а в 17.00 12 жовтня Старицу. Окремі розрізнені частини Червоної армії, що втратили зв'язок зі своїми штабами, в безладді відступали на схід.
Радянське командування за таких умов ухвалило рішення на відведення 29-ї армії на північний берег Волги для прикриття Калініну. Але ці заходи виявилися нереалізованими, так як частини не встигли вчасно зайняти свої місця. До 12 жовтня місто ніхто не обороняв. Від Ржева до Калініна були підготовлені досить серйозні оборонні споруди, які робили сотні тисяч робітників протягом декількох місяців, але на оборонних позиціях жодного бійця не було, й противник, який прорвався у Сичовці, безперешкодно йшов до самого Калініна.
13 жовтня, наступаючи проти правого крила Західного фронту, частини німецьких 6-ї танкової та 36-ї моторизованої дивізій прорвалися до околиць Калініна.
Місцева влада проявила виняткові безпечність і безвідповідальність. Замість підготовки усього населення до оборони міста всі розгубилися і по суті ніяких конкретних заходів з організації оборони міста не вжили. 12 й 13 жовтня були поспіх сформовані 4 винищувальних загони ополчення, всього чисельністю 1 000-1 100 чоловік, але ці загони були абсолютно не підготовлені не тільки для вуличних боїв, але не вміли навіть поводиться з гвинтівкою. Ці загони після першого пострілу противника в паніці втекли за кілька кілометрів від обласного центру.
О 10.30 14 жовтня німецькі війська перейшли в наступ, завдаючи головного удару по обох берегах Волги. На західній околиці Калініна зав'язалися запеклі бої. З 12.30 почалися вуличні бої в місті. Під тиском переважаючих сил супротивника радянські війська відійшли у центр міста і зайняли оборону по р. Тьма. Завзяті вуличні бої у південній частині Калініна тривали весь день і ніч. До ранку 15 жовтня розрізнені групи червоноармійців змушені були залишити місто і відійти на рубіж: Стара Костянтинівка, Малі Перемеркі, Котово.
Прорив військами генерал-фельдмаршала Ф.фон Бока Західного фронту на Калінінському напрямку значно ускладнив обстановку. Поява противника в районі Калініна загрожувало не тільки охопленням Москви з півночі і північного сходу, а й створювало загрозу тилах Північно-Західного фронту.
Командувачу Північно-Західним фронтом Ставка ВГК дала вказівку направити в район Калініна не два, як пропонував Жуков Г. К., а п'ять з'єднань (183-ю, 185-ту стрілецькі, 46-ту, 54-ту кавалерійські дивізії, 8-му танкову бригаду) і 46-й мотоциклетний полк. З цих з'єднань була створена оперативна група генерала М.Ватутіна, яку очолив начальник штабу Північно-Західного фронту генерал-лейтенант М. Ф. Ватутін, що діючи практично з ходу своїми діями зірвала спробу ворога прорватися у фланг і тил Північно-Західного фронту.
17 жовтня для прикриття столиці з північного заходу Ставка на базі військ правого крила Західного фронту створила Калінінський фронт. До його складу увійшли: 22-га, 29-та, 30-та, 31-ша армії, а також 183-тя, 185-та, 246-та стрілецькі дивізії, 46-та і 54-та кавалерійські дивізії, 46-й моторизований полк і дві танкові бригади (8-ма і 21-ша) Північно-Західного фронту. Командувачем Калінінського фронту призначили генерал-полковника І. С. Конєв, заступника командувача Західним фронтом генерала армії Г. К. Жукова.
Після утворення Калінінського фронту війська Західного фронту повинні були, спираючись на Можайський оборонний рубіж, міцно прикривати столицю з заходу. Але вони потребували поповнення людьми і бойовою технікою.
Генерал-полковник І. С. Конєв поставив 30-й армії завдання — з ранку 15 жовтня завдати контрудар і відновити попереднє положення. Головний удар з південного сходу здійснювала 21-ша танкова бригада у взаємодії з 5-ю стрілецькою дивізією. За задумом, вони повинні були оволодіти залізничною станцією, вийти до правого берега Волги західніше Калініна і відрізати вороже угруповання, яке прорвалося в місто.
Однак, 21-ша танкова бригада отримала від заступника начальника Генерального штабу іншу задачу і тому 15 жовтня в боях за місто Калінін не могла взяти участі. Інші частини армії протягом 15 і 16 жовтня завдали по противнику розрізнені удари, які не привели до бажаних результатів.
Захопивши Калінін, німецьке командування повернуло головні сили 9-ї армії з району Стариці і Ржева в напрямку Торжка, Вишнього Волочку. 3-тя танкова група також повинна була з району Калініна рухатися на Вишній Волочек. Цими операціями фон Бок мав намір відрізати шляхи відходу на схід військам правого крила Західного і Північно-Західного фронтів і знищити їх. На напрямку головного удару німецьке командування зосереджує основні сили 1-ї танкової дивізії і 900-ї моторизованої бригади, які в 12:00 16 жовтня завдають сильного удару з району залізничної станції Дорошіха на Ніколо-Малицю. Їм вдається швидко прорвати оборону 934-го стрілецького полку і до кінця дня вийти в район Мєдного.

### Контрудар оперативної групи М.Ватутіна
Генерал Ватутін ухвалив рішення оточити та знищити 1-шу танкову дивізію і 900-ту мотобригаду противника, які вирвалися далеко вперед від основних сил німецьких військ. Наприкінці 17 жовтня війська оперативної групи (всього в розпорядженні генерала М.Ватутіна було понад 20 тис. чоловік, 200 гармат і мінометів і 20 справних танків) охопили з трьох сторін угруповання противника, що розтягнулося уздовж Ленінградського шосе в ході прориву. Чітко розподілів задачі, Ватутін 18 жовтня військами оперативної групи завдав одночасного потужного удару по супротивникові. Наступ радянських військ з різних напрямів став раптовим для противника.
Тісно взаємодіючи між собою, сміливими атаками з півночі і півдня, війська оперативної групи розгромили противника і перейшли до його переслідування. На полі бою у річки Тьми ворог залишив понад 600 трупів, 14 підбитих танків, 200 мотоциклів, 12 вантажних машин, 8 ручних кулеметів і багато боєприпасів. Залишки розгромлених військ противника втекли на правий берег Волги. Загроза виходу німців в тил Північно-Західного фронту була ліквідована.
Це був наш перший серйозний удар по ворогу на цьому оперативному напрямку. Вирішальна роль в цих боях належить військам оперативної групи Північно-Західного фронту під командуванням генерал-лейтенанта М. Ф. Ватутіна. Противник не зміг розвинути подальший наступ на Торжок, Лихославль і Бежецьк, була ліквідована загроза оточення 22-ї і 29-ї армій, ізоляції військ Північно-Західного фронту, забезпечена безперебійна робота залізничної лінії Рибинськ — Бологе.
У ході боїв були розгромлені 1-ша танкова дивізія і 900-та моторизована бригада противника. Німці були змушені перекинути в район Калініна 6-ту, 26-ту, 161-шу піхотні і 14-ту моторизовану дивізії, знявши їх з інших напрямків.

### Подальші оборонні дії
24 жовтня 9-та німецька армія з двома моторизованими дивізіями 52-го моторизованого корпусу почала другу спробу наступу з рубежу Ржев — Стариця на Торжок. Але подолати опір 22-ї і 29-ї армій вони не змогли і до кінця жовтня були зупинені на рубежі річок Велика Коша і Тьма.
Не досягши значного успіху в ході другого етапу наступу, й опанувавши Калінін, німецькі війська перейшли до активної оборони, одночасно перетворюючи обласне місто у великий опорний пункт. Вони зосередили тут велику кількість техніки, живої сили. Приймалися всі заходи, щоб утримати місто.
До кінця жовтня фронт на цьому напрямку в цілому стабілізувався й проходив по лінії: Селіжарово, річки Велика Коша і Тьма, північна і східна окраїни Калініна, Малі Перемеркі, Вишеньки, Тургиново, Дорино, Синцове. Загальна протяжність лінії фронту досягала 270 км.
Калінінському фронті у жовтні вдалося вирішити головне завдання: відбити наступ противника на Торжок, Вишній Волочек і не допустити його просування в обхід Москви з північного заходу.
Наприкінці жовтня командувач фронтом віддав директиву про перехід військ фронту до оборони і про будівництво прифронтового тилового і проміжних армійських рубежів оборони.
Однак, фон Бок не збирався зупинятися на досягнутому й до середини листопада проти лівого флангу 30-ї армії німці зосередили ударне угруповання у складі 27-го армійського корпусу 9-ї армії і частини сил 41-го і 56-го моторизованих корпусів 3-ї танкової групи.
З ранку 15 листопада противник перейшов у третій наступ на калінінському напрямку по всьому фронту 30-ї армії, найслабкішої армії генерала Конєва. Спалахнули запеклі бої по лінії зіткнення сторін; долаючи серйозний опір Червоної армії німцям вдалося досягти незначного тактичного успіху й місцями прорвати оборону радянських військ. У другій половині 16 листопада противнику вдалося з великими втратами (до 60 танків і бронемашин і 30-35 гармат) форсувати Ламу і оволодіти селами Дорино і Гришкино.
У цій обстановці командувач військами Калінінського фронту генерал-полковник І. С. Конєв 27-29 листопада провів низку розрізнених ударів малими силами на окремих напрямках, які не принесли якої-небудь істотної допомоги Західному фронту.
Лише до початку грудня зусиллями військ 30-ї, 1-ї ударної і 16-ї армій вдалося затримати просування ворожих військ на правому фланзі Західного фронту.
До початку оборонної операції війська Калінінського фронту (22-га, 29-та, 31-ша армії) оборонялися на рубежі: оз. Селігер, р. Велика Коша, р. Тьма, північна і східна окраїни міста Калініна, лівий берег Волги до Волзького водосховища. Ширина смуги оборони перевищувала 250 км. Всього у складі фронту було 15 стрілецьких, одна кавалерійська дивізії, одна мотострілецька бригада і два танкових батальйону.

## Підсумки операції
Калінінська оборонна операція велася в складній обстановці боїв і битв з переважаючими силами противника. У ході операції широко застосовувалися активні форми оборонних дій, був створений Калінінський фронт, війська якого в жовтні — листопаді зуміли скувати до 13 дивізій групи армій «Центр» і не дозволили використовувати їх проти Західного фронту.
Були зірвані спроби німців здійснити прорив на Торжок — Вишній Волочек з метою оточення військ Західного і Північно-Західного фронтів.
Однак в управлінні військами з боку командування та штабу Калінінського фронту допускалися помилки в оцінці можливостей противника і своїх військ. Це призвело до невиконання військами фронту задуму головного командування. Фронту не вдалося ні оточити угруповання противника в Калініні в жовтні, ні прикрити московський напрямок в середині листопада 1941.
У своїх рішеннях командувач фронтом не завжди враховував конкретну обстановку в смузі дій кожної армії. Тому його накази часто не відповідали реальному стану і не могли бути виконані або виконувалися військами армій, як правило, із запізненням.
Атаки радянських військ проводилися, як правило, без ретельної підготовки, недостатніми силами і не приносили позитивних результатів. При цьому війська фронту несли значні втрати. Все це підривало віру в особового складу у власні сили й в організаторські здібності командирів і штабів.
За твердженнями радянських істориків у ході Калінінської оборонної операції радянські війська знищили до 35 тисяч ворожих солдатів і офіцерів, підбили і захопили 150 танків, 150 гармат, збили у повітряних боях 50 літаків противника.
Війська Калінінського фронту за жовтень і листопад втратили в боях загиблими і пораненими понад 50 тис. чоловік.